# Jason Quenneville

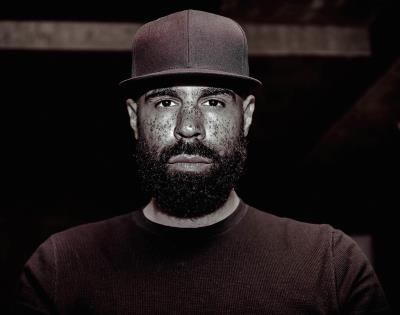
Selfie von Jason Quenneville

Jason Quenneville (* 23. Februar 1982 in Toronto, Kanada) ist ein kanadischer Musikproduzent und Songwriter, der vor allem unter seinem Pseudonym Daheala (beziehungsweise DaHeala) bekannt ist. Er hat schon für Künstler wie The Weeknd, Belly und Massari gearbeitet. Er arbeitet außerdem häufig mit Ben Billions, Danny Boy Styles, Illangelo und Doc McKinney zusammen. Als Co-Songwriter für The Weeknds Lied Earned It aus dem Film Fifty Shades of Grey erhielt er eine Oscar-Nominierung.

## Leben
Jason Quenneville wurde in Toronto, Kanada, geboren. Er zog im Alter von zwei Jahren mit seiner Familie nach Gatineau. Mit dreizehn Jahren begann er als DJ in einem Jugendzentrum aufzulegen. Dort arbeitete er auch erstmals mit dem Programm FL Studio 3, dem Vorläufer von Fruity Loops. Die Kenntnisse zum Produzieren brachte er sich selbst bei. Seine erste professionelle Produktion war 2005 für das Mixtape Death Before Dishonor des Rappers Belly. Es folgte das selbstbetitelte Debütalbum von Massari im selben Jahr, für das er zwölf der 14 Tracks produzierte.
2007 arbeitete er zusammen mit Belly an dessen The Revolution-Trilogie. Es folgten Arbeiten für The Weeknd, Danny Fernandes und Mia Martina. Bei The Weeknd entwickelte er sich zum Hausproduzenten. So produzierte er neun der zwölf Lieder von Kiss Land, sechs Lieder für Beauty Behind the Madness und fünf Lieder für Starboy. Als Songwriter war er beteiligt an den beiden Hits Often und Earned It. Für letztere erhielt er bei der Oscarverleihung 2016 eine Oscarnominierung in der Kategorie „Bester Song“ zusammen mit den anderen Songwritern The Weeknd, Belly und Stephan Moccio. Das von ihm als ausführender Produzent verantwortete Album Beauty Behind the Madness erhielt einen Grammy Award for Best Urban Contemporary Album und war für einen NAACP Image Award nominiert, wobei diese Preise nur an den Künstler selbst vergeben werden.

## Diskografie
- 2005: Massari: Massari (Engineer und Produzent bei 13 Songs)
- 2007: Belly: The Revolution – The People (drei Songs)
- 2007: Belly: The Revolution – The System (vier Songs)
- 2007: Belly: The Revolution – Middle East (ein Song)
- 2008: Danny Fernandes: Intro (vier Songs)
- 2010: Danny Fernandes: AutomaticLUV (vier Songs)
- 2011: Mia Martina: Devotion (vier Songs)
- 2013: The Weeknd: Kiss Land (11 Songs)
- 2014: Mia Martina: Mia Martina (I Don’t Love You Anymore)
- 2014: Rick Ross: Mastermind (In Vein feat. The Weeknd)
- 2015: The Weeknd: Beauty Behind the Madness (Executive Producer)
- 2016: Future: Evol (Low Life feat. The Weeknd)
- 2016: Belly: Another Day in Paradise (It’s All Love feat. Starrah)
- 2016: The Weeknd: Starboy (Songwriter bei fünf Songs)
- 2018: The Weeknd: My Dear Melancholy (zwei Songs)
- 2020: The Weeknd: After Hours (Deluxe) (zehn Songs)
- 2022: The Weeknd: Dawn FM (ein Song)